# ليوبولد شينك
ليوبولد شينك (بالألمانية: Samuel Leopold Schenk)‏ هو عالم أحياء وطبيب نمساوي، ولد في 1840 في Mojmírovce ‏ في سلوفاكيا، وتوفي في 1902 في Bad Schwanberg ‏ في النمسا.